# Schienenverkehr in Uganda

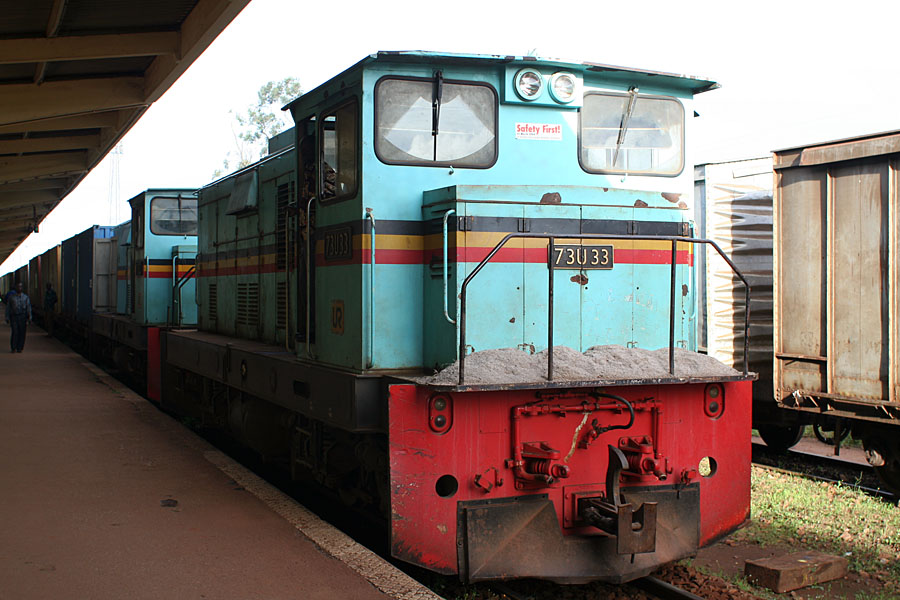
Zwei ugandische Diesellokomotiven mit einem Güterzug

Der  Schienenverkehr in Uganda  beschränkt sich heute vorwiegend auf zwei Strecken: die Uganda-Bahn nach Kenia, die Uganda über Nairobi mit Mombasa am Indischen Ozean verbindet und ein Reststück der Bahnstrecke Tororo–Arua Mine.

## Geschichte

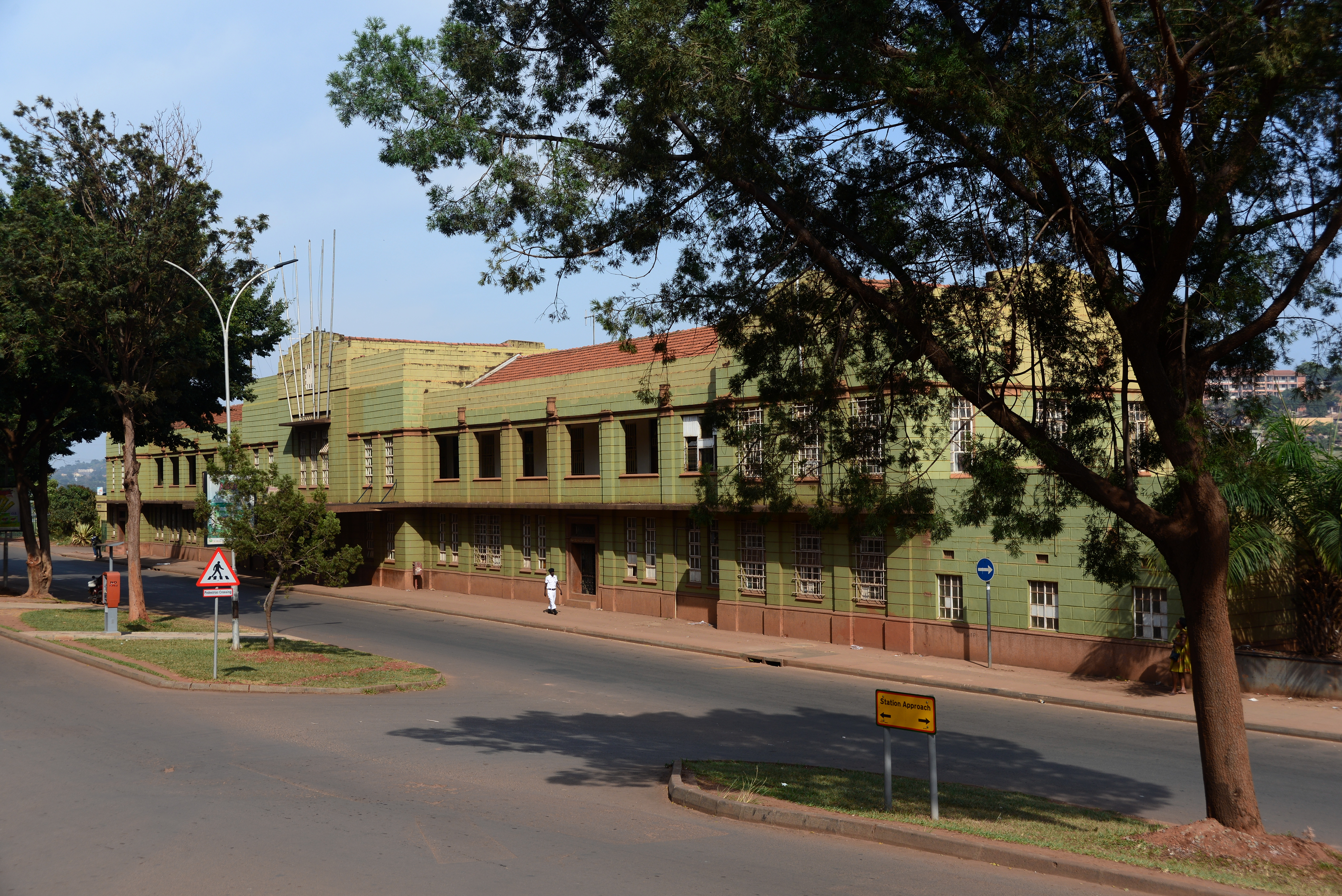
Empfangsgebäude Bahnhof Kampala

Am 14. August 1896 verabschiedete das britische Parlament die gesetzliche und finanzielle Grundlage für den Bahnbau vom Indischen Ozean an den Victoriasee, der noch im gleichen Jahr begann. Die Strecke wurde in Meterspur errichtet. Vorbild waren indische Bahnen, woher auch ein Teil des ursprünglichen Materials stammte. Am 1. Oktober 1903 wurde die Zuständigkeit für die Uganda Railway (UR) der Verwaltung der Kolonie Britisch-Ostafrika übertragen.
Am 26. Februar 1926 wurde die Uganda-Bahn in Kenya and Uganda Railways (KUR) umbenannt, 1927 in Kenya and Uganda Railway and Harbours (KUR&H).

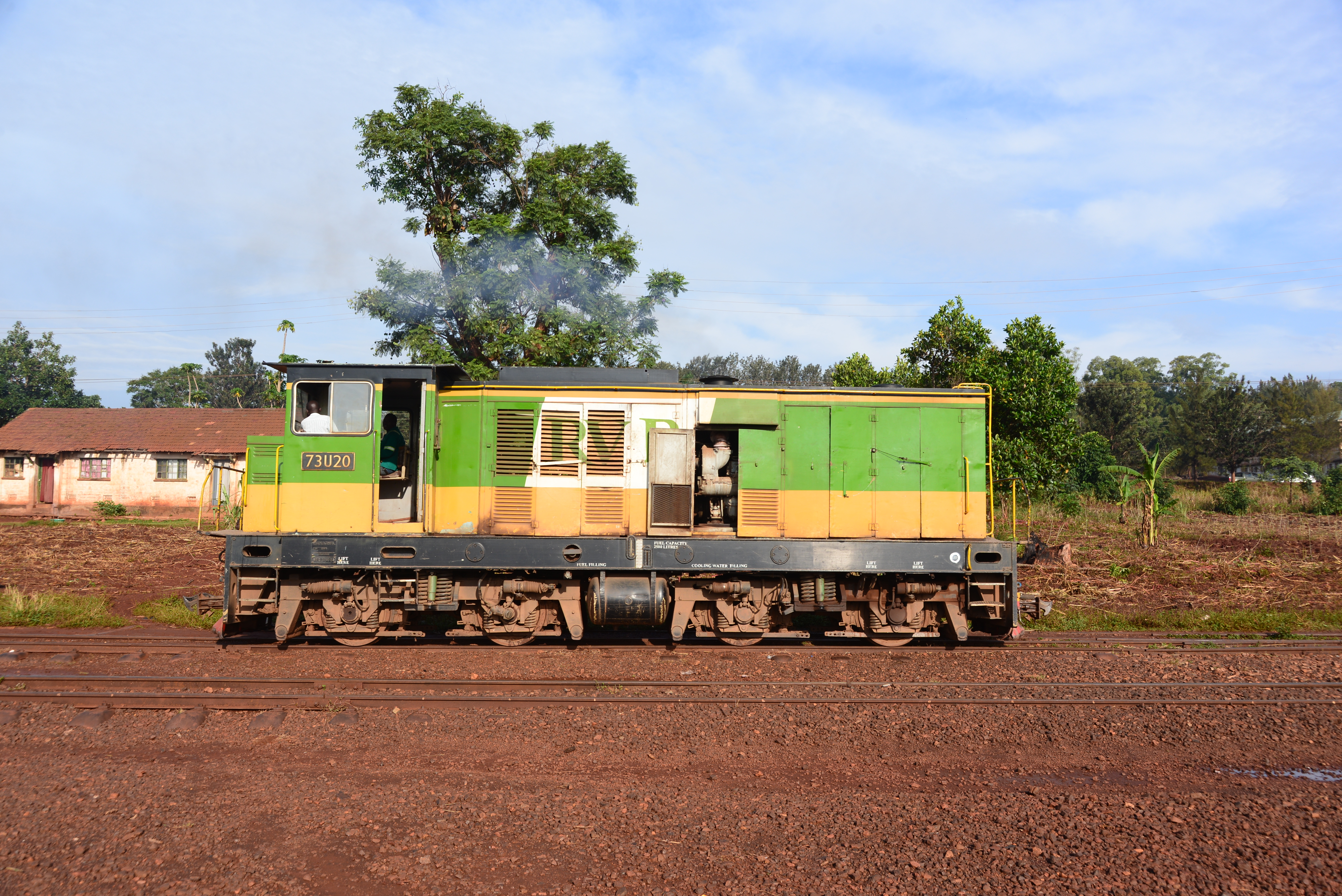
Lok73U20 (Hersteller: Henschel, Kassel) am 2. März 2018 im Bahnhof Jinja

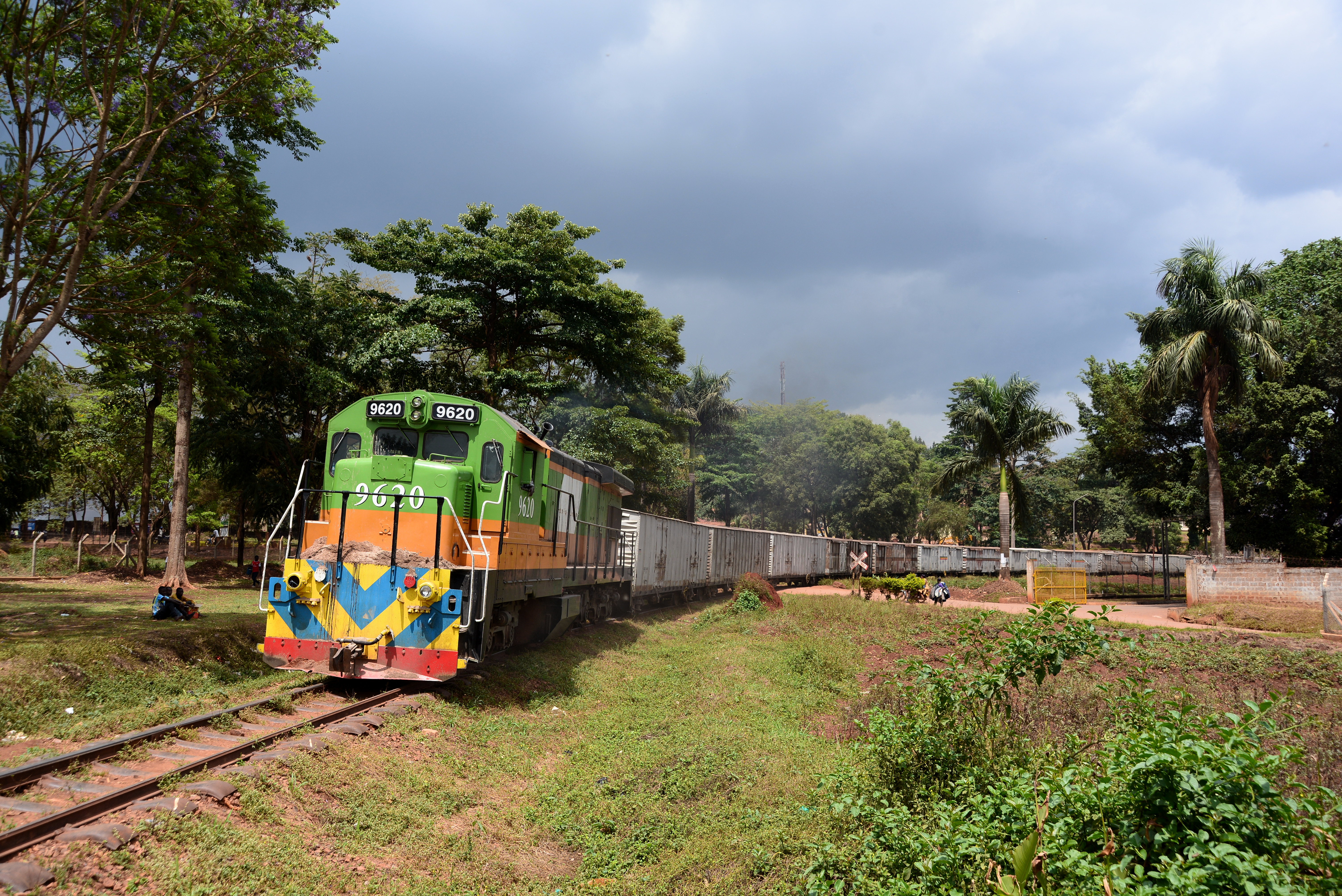
9620 (GE B23-7, ex USA) mit Güterzug bei Lugazi (Kawolo) am 2. März 2018

Am 1. Mai 1948 wurden die Kenya and Uganda Railway and Harbours und die Tanganyika Railway and Port Services zur East African Railways and Harbours Administration (EAR & H) verschmolzen und nach der Unabhängigkeit des Landes 1963 im Jahr 1969 in East African Railways (EAR) umbenannt. Nachdem die Zoll- und Wirtschaftsunion zwischen Uganda, Kenia und Tansania 1977 aufgrund der stark voneinander abweichenden politischen und wirtschaftlichen Systeme zerbrach, wurde der Teil der gemeinsamen Eisenbahn, der sich auf ugandischem Staatsgebiet befand, in Uganda Railway Cooperation (URC) umbenannt. Durch die Diktatur von Idi Amin und den folgenden Zusammenbruch der staatlichen Strukturen in Uganda musste 1979 auch der Eisenbahnverkehr eingestellt werden. Ab 1986 wurde er dann schrittweise wieder aufgenommen. Zum 1. November 2006 wurde die URC vom Rift Valley Railways Consortium übernommen, demselben privaten Betreiber, der an diesem Tag auch die Kenya Railways Cooperation (KR) übernahm. Nachdem Kenia den Vertrag mit Rift Valley Railways aufgrund unzureichender Investitionen und nicht eingehaltener Zusagen zur Streckensanierung am 31. Juli 2017 beendete, kündigte zwei Monate später auch Uganda den Betrieb der Bahn durch Rift Valley Railways. Seitdem trägt die Eisenbahn in Uganda wieder den Namen Uganda Railway Cooperation (URC).

## Strecken

### Meterspurnetz
Erste konkrete Pläne für den Bau einer Eisenbahn auf ugandischem Territorium zielten ab 1909 darauf, den Hafen Jinja am Victoriasee und den Namasagali am Kiogasee miteinander zu verbinden. Die Bahn wurde entlang dem Weißen Nil geführt, trug den Namen Busoga Railway und war 93 km lang. Sie ging 1911 in Betrieb und betrieb ferner den Schiffsverkehr auf dem Kiogasee. 1924 wurde sie von der Uganda Railway übernommen.

Der Bau der Uganda-Bahn begann von Mombasa aus. 
Die Uganda-Bahn wurde ab 1896 abschnittsweise eröffnet. Zunächst wurde sie bis nach Kisumu (Kenia) am Victoriasee geführt, den sie 1904 erreichte. Von dort bestand Anschluss bei den der Eisenbahn gehörenden Dampfschiffen nach Jinja und Kampala in Uganda. Die Bahnstrecke dorthin wurde erst ab 1923 weiter gebaut. Ansetzend an die bestehende Strecke in Nakuru (km 188,1 von Nairobi), überschritt sie 1926 die Grenze nach Uganda. 1929 wurde sie im Bahnhof Mbulamuti an die Busoga-Bahn angeschlossen. Der Streckenabschnitt zwischen Busembatia und Mbulamuti wurde 1961 durch eine wesentlich kürzere Streckenführung ersetzt. Die alte Strecke wurde 1962 für den direkten Verkehr nach Namasagali im Bahnhof Bukonte neu angeschlossen, jedoch bereits 1968 wieder komplett aufgegeben. 1930 erreichte die Uganda-Bahn Kampala. Dabei wurde der Weiße Nil bei Jinja zunächst mit einem Trajekt gequert, weil die Brücke erst 1931 fertiggestellt und der Zugverkehr darüber  dann zum 14. Januar 1931 aufgenommen wurde. 1952 beschloss die ugandische Regierung, die Strecke nach Kasese (km 585,8) zu verlängern. Diese Verlängerung wurde 1953–1958 abschnittsweise eröffnet, aber 1998 stillgelegt.
Die zweite bedeutende Bahnstrecke in Uganda ist die Bahnstrecke Tororo–Arua Mine, die unmittelbar an der Grenze zu Kenia in nördlicher Richtung von der Uganda-Bahn abzweigt.

### Sonstige Bahnen
Eine Reihe landwirtschaftlicher Betriebe und Bergwerke unterhielten für betriebsinterne Zwecke Schmalspurbahnen, meist in der Spurweite 610 mm, eine in der Spurweite 762 mm. Außerdem gab es kurzfristig eine Einschienenbahn von Kampala nach Luzira, deren Betriebszeit unterschiedlich mit 1909–1912 und 1924 angegeben wird.

## Betrieb
Der Zustand der Strecken in Uganda ist heute schlecht. Nur die Teilstrecken von Kampala zum Hafen Port Bell am Victoriasee, von Kampala nach Kenia und von Tororo nach Opit werden noch für Güterverkehr genutzt. Seit 1993 war die Strecke Tororo – Pakwach kaum mehr befahrbar.
Am 14. September 2013 fuhr der erste kommerzielle Zug seit 20 Jahren auf der durchgehenden Meterspur-Strecke vom kenianischen Hafen Mombasa über Nairobi und Eldoret an die kenianische Grenze in Tororo und weiter nach Gulu. Im Jahr 2019 gab es keinen Zugverkehr zwischen Tororo und Gulu, schon einige Jahre wird die Strecke nicht mehr befahren. Die ugandische Regierung beschloss an der Jahreswende 2022/2023, ca. 350 Mio. Euro in die Ertüchtigung des Abschnitts Kampala–Malaba (Grenze) der Uganda-Bahn zu investieren, nachdem das Projekt, diesen Abschnitt durch eine normalspurige Strecke zu ersetzen, seit fast 10 Jahren keinen Fortschritt erzielte.
Personenverkehr gibt es heute in Uganda nur noch von Montag bis Freitag als Vorort-Verbindung zwischen Kampala und dem Industrieviertel Namanve.

## Planungen
2007 wurden die Möglichkeiten untersucht, ein Eisenbahnnetz zwischen Uganda und seinen Nachbarn, der Demokratischen Republik Kongo, dem Sudan (heute: Südsudan), Kenia und Tansania zu errichten. Im folgenden Jahr wurde ein Memorandum zwischen dem Sudan und Uganda über den Bau einer 920 km langen Eisenbahnverbindung zwischen Gulu (an der Bahnstrecke Tororo–Arua Mine) und Wau (heute: Südsudan) über Nimule und Juba unterzeichnet.
Diese Planung wurde kurze Zeit später bereits wieder obsolet, als am 27. Oktober 2008 die Staatspräsidenten von Kenia und Uganda, Mwai Kibaki und Yoweri Museveni eine gemeinsame ministerielle Kommission einsetzten, die untersuchen soll, ob der Bau einer normalspurigen Eisenbahnverbindung vom Hafen Mombasa nach Uganda, Ruanda, Burundi, in die Demokratische Republik Kongo und den Sudan (heute: Südsudan) möglich ist. Dies sollte mit chinesischer Hilfe umgesetzt werden. Der erste Abschnitt von Mombasa bis Naivasha wurde 2017 fertiggestellt. Dann stockte das Projekt.
2014 unterzeichneten Uganda und die Volksrepublik China einen Vertrag über den Bau einer 273 km langen normalspurigen Bahn von Kampala zum kenianischen Grenzbahnhof Malaba. Nachdem Ende 2022 immer noch keine Finanzierungszusage für das Projekt seitens China vorlag, kündigte Uganda den Vertrag. Zugleich wurde mit der türkischen Yapı Merkezi ein Memorandum of Understanding hinsichtlich des Projekts und ein Vertrag darüber am 14. Oktober 2024 unterzeichnet. Der erste Spatenstich für den Bau erfolgte am 21. November 2024 durch Staatspräsident Yoweri Museveni.
Der neue Bahnhof von Kampala ging am 11. November 2024 nach Komplettsanierung wieder in Betrieb.

## Filme
- The Way to the East. East Africa 1955. 16-mm-Farbfilm. 35 Minuten.[7] (Beschreibt den Bau der Bahnstrecke Mombasa-Kampala.)
- The Way to the West. East Africa 1958. 16-mm-Farbfilm. 37 Minuten.[7] (Beschreibt den Bau der Bahnstrecke Kampala-Kasese.)
- Matthias Hille: Railway bridge Jinja, Uganda. (YouTube),  21. Februar 2019. 6 Minuten (Zwei Güterzüge beim Überqueren der Brücke)
- UGANDA STANDARD GAUGE RAILWAY NETWORK. (YouTube) In: E A Trends, 22. Dezember 2022